# Silvia Hunte
Silvia Hunte Zambrano (ur. 14 kwietnia 1938 w Panamie) – panamska lekkoatletka, sprinterka, medalistka igrzysk panamerykańskich, uczestniczka igrzysk olimpijskich.

## Kariera sportowa
Zdobyła trzy na medale na igrzyskach Ameryki Środkowej i Karaibów w 1959 w Caracas: złoty w sztafecie 4 × 100 metrów (która biegła w składzie: Marcela Daniel, Lorraine Dunn, Hunte i Jean Holmes) oraz brązowe w biegu na 80 metrów przez płotki i skoku wzwyż. Na igrzyskach panamerykańskich w 1959 w Chicago panamska sztafeta 4 × 100 metrów w składzie: Daniel, Holmes, Hunte i Carlota Gooden zdobyła srebrny medal. Hunte indywidualnie zajęła 6. miejsce w rzucie oszczepem i odpadła w eliminacjach biegu na 80 metrów przez płotki.
Wzięła udział w igrzyskach olimpijskich w 1960 w Rzymie, na których odpadła w  eliminacjach sztafety 4 × 100 metrów. Zwyciężyła w sztafecie 4 × 100 metrów (w składzie: Hunte, Gooden, Dunn i Holmes) na igrzyskach ibero-amerykańskich w 1960 w Santiago. Zdobyła srebrne medale w biegach na 100 metrów i  na 200 metrów na igrzyskach boliwaryjskich w 1961 w Barranquilli, oba razy za swą koleżanką z reprezentacji Panamy Jean Holmes.